# Valerie Aurora
Valerie Anita Aurora (San Francisco, 1965) es una hacker estadounidense, escritora, conferenciante y activista a favor del incremento de la presencia femenina en el mundo de la cultura libre y del software libre y de código abierto. En 2008 cambió oficialmente y legalmente su nombre de nacimiento, Valerie Aurora Henson.

## Trayectoria profesional

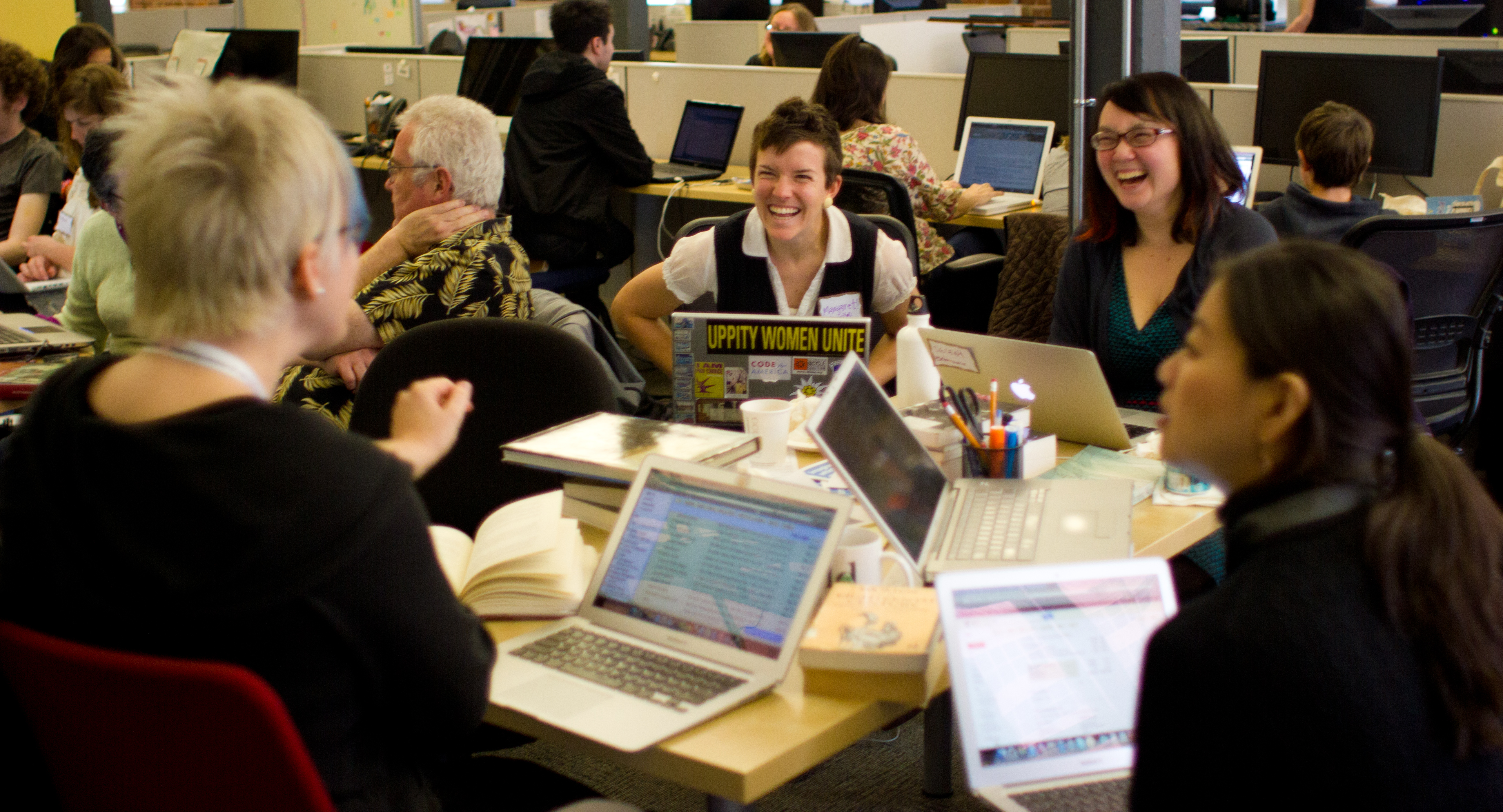
Aurora con un grupo de mujeres en las oficinas de la Fundación Wikimedia en San Francisco

Aurora fue directora ejecutiva y cofundadora —junto con Mary Gardiner— de la Iniciativa Ada, una organización sin ánimo de lucro centrada a promocionar el papel de las mujeres en la tecnología. También es cofundadora de Double Union, un espacio para mujeres hackers en San Francisco. Desde 2015 es la consultora principal de Frame Shift Consulting. También ha trabajado para Sun Microsystems, IBM, Intel y Red Hat.
Como programadora trabajó en el desarrollo del núcleo Linux durante más de una década, especializándose en la mejora y el perfeccionamiento del sistema de archivos. El 2012 Valerie Aurora y Mary Gardner fueron nombradas por SC Magazine como dos de las personas más influyentes en la seguridad informática del mundo.

## Premios
- Premio O'Reilly Open Source 2013[9]